# Roczyn Sosnówka
Roczyn Sosnówka (ukr. Футбольний клуб «Рочин» Соснівка, Futbolnyj Kłub "Roczyn" Sosniwka) – ukraiński klub piłkarski, mający siedzibę w miasteczku Sosnówka w obwodzie lwowskim.

## Historia
Chronologia nazw:
- 1964: Szachtar Sosnówka (ukr. «Шахтар» Соснівка)
- 1991: Roczyn Sosnówka (ukr. «Рочин» Соснівка)
- 1993: Szachta-8 Sosnówka (ukr. ФК «Шахта № 8» Соснівка)
- 1996: Roczyn Sosnówka (ukr. «Рочин» Соснівка)
- 2003: nie istniał
- 2004: Nadija Sosnówka (ukr. «Надія» Соснівка)
- 2006: Hirnyk Sosnówka (ukr. «Гірник» Соснівка)
- 2017: Roczyn Sosnówka (ukr. «Рочин» Соснівка)

Klub piłkarski Szachtar został założony w miejscowości Sosnówka w roku 1964. Klub został przydzielony miejscowej kopalni węgla "Szachta nr 9 Wełykomostiwska". Przez wiele lat zespół występował w mistrzostwach 2 ligi obwodu lwowskiego, dopiero w 1985 awansował na 2 lata do 1 ligi obwodowej. W 1991 klub przyjął nazwę Roczyn Sosnówka.
Po rozpadzie ZSRR klub w pierwszych mistrzostwach niepodległej Ukrainy ponownie awansował do pierwszej ligi. W 1993 nowym opiekunem klubu została kopalnia węgla "Szachta nr 8 Wełykomostiwska" i dlatego zmienił nazwę Szachta-8 Sosnówka. W sezonie 1993/94 przyszedł pierwszy sukces - zespół zdobył srebrne medale mistrzostw obwodu. Jednak potem kopalnia zaprzestała finansowanie i klub w 1996 powrócił do nazwy Roczyn Sosnówka. W 2000 i 2001 drużyna z Sosnówki zdobyła mistrzostwo obwodu lwowskiego.
Ale na początku 2003 klub połączył się z Szachtarem Czerwonogród i wszyscy piłkarze z Sosnówki zostali bronić barwy nowego klubu który nazywał się Szachtar Czerwonogród.
W 2004 w Sosnówce został odrodzony klub piłkarski o nazwie Nadija. Sponsorem znów została kopalnia "Nadija" (była "Szachta nr 9 Wełykomostiwska"). Zespół startował w drugiej lidze mistrzostw obwodu lwowskiego, a potem awansował do pierwszej ligi.
W 2015 klub debiutował w rozgrywkach Pucharu Ukrainy wśród drużyn amatorskich i zdobył trofeum. W 2016 startował w Amatorskich Mistrzostwach Ukrainy, w których zajął 2 miejsce w grupie.
Od 2017 klub występuje z nazwą Roczyn Sosnówka.

## Sukcesy

### Trofea międzynarodowe
Nie uczestniczył w rozgrywkach europejskich (stan na 31-05-2015).

### Trofea krajowe
| \| \| Zdobyte trofea w rozgrywkach Ukrainy (stan na: 31-05-2015) \| |                                                            |      |          |
| Rozgrywki                                                           | Osiągnięcie                                                | Razy | Sezon(y) |
| · Mistrzostwo                                                       | I miejsce                                                  | 0    |          |
| · Mistrzostwo                                                       | II miejsce                                                 | 0    |          |
| · Mistrzostwo                                                       | III miejsce                                                | 0    |          |
| Puchar                                                              | zdobywca                                                   | 0    |          |
| Puchar                                                              | finalista                                                  | 0    |          |
| Puchar                                                              | 1/64 finału                                                | 1    | 2016/17  |
| II liga                                                             | I miejsce                                                  | 0    |          |
| II liga                                                             | II miejsce                                                 | 0    |          |
| II liga                                                             | III miejsce                                                | 0    |          |
| Ukraina                                                             | Zdobyte trofea w rozgrywkach Ukrainy (stan na: 31-05-2015) |      |          |

- Amatorskie Mistrzostwa Ukrainy:
  - 2. miejsce w grupie: 2016
- Amatorski Puchar Ukrainy:
  - zdobywca: 2015
- Mistrzostwo obwodu lwowskiego:
  - mistrz: 2000, 2001
  - wicemistrz: 1993/94, 1998/99, 2014
  - brązowy medalista: 2002, 2013
- Puchar obwodu lwowskiego:
  - zdobywca: 2013 (wśród juniorów)

## Stadion
Klub rozgrywa swoje mecze domowe na stadionie Hirnyk ZOSz-7 w Sosnówce, który może pomieścić 1,000 widzów.

## Piłkarze
Znani piłkarze:
- Pawło Onyśko
- Roman Zub

## Trenerzy
- 199?–200?:  Mychajło Chawrylak

...
- 201?–2015:  Wasyl Hawałko
- 2016–...:  Wołodymyr Pidkipniak